# Sestiere di Porta Ticinese
Il sestiere di Porta Ticinese è uno dei sei sestieri in cui era anticamente divisa la città di Milano limitatamente ai confini del moderno centro storico, che è delimitato dalla Cerchia dei Navigli, ovvero dal tracciato delle mura medievali di Milano, di cui la Cerchia costituiva originariamente il fossato difensivo. Prende il nome dall'antica Porta Ticinese medievale, tuttora esistente.

## Storia
Questo sestiere deriva il nome da Porta Ticinese medievale, che a sua volta prende la denominazione dalla precedente Porta Ticinese romana. Porta Ticinese romana fu costruita durante il periodo repubblicano dell'epoca romana ed era ricavata nella cinta delle mura romane di Milano. Venne fatta presumibilmente erigere, insieme alle mura, da Ottaviano dopo l'assunzione di Mediolanum al rango di municipium nell'anno 49 a.C..
Da Porta Ticinese aveva origine l'arteria stradale che collegava Mediolanum a Ticinum (Pavia), da cui il nome della porta. Gli unici resti archeologici delle porte cittadine romane che sono giunti sino a noi sono quelli relativi a Porta Ticinese. Si tratta di una delle due torri erette a sua difesa. Si trova al Carrobbio, nel cortile di uno dei palazzi dell'area. È nota come "Torre dei Malsani" perché in seguito, persa la sua funzione difensiva, è stata destinata a lebbrosario. 
La conferma sul fatto che si tratti dei resti di Porta Ticinese viene da un documento del 1201, risalente quindi a diversi decenni dopo l'assedio di Federico Barbarossa, in occasione del quale le mura e le porte romane vennero distrutte, che recita:
(Stralcio di un documento del 1201)
Poi in epoca medievale, con la costruzione delle nuove mura cittadine, più esterne di quelle precedenti, "Porta Ticinese" venne spostata, seguendo la direttrice della strada lungo cui sorgeva, più esternamente, lungo il nuovo vallo difensivo. Sorte analoga ebbe Porta Ticinese spagnola che venne eretta, analogamente, lungo le mura spagnole di Milano, che sostituirono quelle medievali.
Lo stemma del sestiere di Porta Ticinese è cambiato nei secoli. Bonvesin de la Riva e Giorgio Giulini, descrivendo lo stemma originario, quello più antico, ci informano che fosse interamente bianco. Però, sulla loggia degli Osii di piazza Mercanti, che è stata realizzata nel 1316, lo stemma di Porta Ticinese riporta al centro uno scanno (ovvero uno "sgabello": in dialetto milanese scàgn) a tre gambe. Questa aggiunta è confermata dal Codice Cremosano, dov'è riportato il disegno dello stemma del sestiere nella forma di uno scudo bianco con uno scanno rosso al centro. 
La presenza di uno sgabello al centro dello stemma del sestiere è legata a una tradizione religiosa che si compiva nella "Torre dei Malsani". Era infatti tradizione, il lunedì della settimana santa, che un lebbroso venisse solennemente lavato all'interno della "Torre dei Malsani". Terminata l'abluzione, il lebbroso, uscito dal bagno, si asciugava e poi si vestiva grazie all'ausilio di uno sgabello. Un documento di Beroldo, vissuto a Milano nella prima metà del XII secolo, racconta che il lebbroso, vestendosi:
Altra tradizione religiosa voleva che durante la processione che aveva luogo nel giorno dell'Epifania dalla basilica di Sant'Eustorgio al Duomo di Milano si trasportavano le reliquie dei Re Magi. Quando la processione giungeva al Carrobbio, vista la lunghezza del percorso, i sacerdoti si riposavano brevemente su sgabelli offerti dai milanesi. Lo sgabello della tradizione di Porta Ticinese diede anche il nome a un'antica e celebre osteria di Porta Ticinese, "Alle tre scranne" (mil. Ai tri scàgn).

## Le contrade
Il sestiere di Porta Ticinese era a sua volta suddiviso in cinque contrade:
| Contrada                         | Stemma | Blasonatura dello stemma |
| -------------------------------- | ------ | --- |
| Nobile Contrada di Sant'Ambrogio |        | Vessillo di nero al sinistrocherio inguantato d'argento e alla manopola merlettata d'azzurro, da cui pende una balla d'argento, impugnante uno staffile di tre lingue di rosso guarnito d'oro |
| Contrada della Lupa              |        | Vessillo partito d'argento e di rosso alla testa di lupa di nero lampassata di rosso, uscente dalla partizione di destra                                                                      |
| Contrada delle Cornacchie        |        | Vessillo d'argento al corvo passante di nero imbeccato di rosso |
| Contrada del Torchio             |        | Vessillo d'azzurro al torchio d'oro accompagnato da una tinozza dello stesso |
| Contrada della Vetra             |        | Vessillo di rosso alle sedici colonne corinzie scanalate d'argento, unite da basamento e da architrave cimata della croce dello stesso                                                        |